# Primeiro-Ministro de Portugal
Primeiro-Ministro é o título atual do chefe do Governo de Portugal. Como chefe do poder executivo, o Primeiro-Ministro coordena a ação dos ministros, representa o Governo junto dos outros órgãos de soberania, presta contas à Assembleia da República e mantém o Presidente da República informado. O Primeiro-Ministro pode acumular a função de chefe do Governo com as pastas de um ou mais ministérios.
Não há limite para o número de mandatos como Primeiro-Ministro. Este é indigitado pelo Presidente da República, após eleições legislativas, destinadas a eleger os deputados à Assembleia da República, depois de ouvidos os partidos com assento parlamentar. Geralmente, o nomeado é o líder do partido vencedor das eleições.
A designação de Primeiro-Ministro, atribuída ao chefe do Governo de Portugal, só foi oficializada com a Constituição de 1976, decorrente da revolução de 25 de Abril de 1974. Contudo, o cargo de chefe do Governo de Portugal é já bastante antigo, tendo sofrido sucessivas alterações de denominações, de atribuições e de competências, ao longo dos tempos. Algumas das designações anteriores, do cargo, foram: chanceler-mor, mordomo-mor, escrivão da puridade, secretário de estado, secretário de Estado dos Negócios Interiores do Reino, ministro-assistente ao Despacho, presidente do Conselho de Ministros, presidente do Ministério e presidente do Conselho.
O Primeiro-Ministro tem como residência oficial o Palacete de São Bento, em Lisboa, nas traseiras do Palácio de São Bento onde está estabelecida a Assembleia da República.

## Nomeação
O Primeiro-Ministro é nomeado pelo Presidente da República, depois de consultados os partidos que elegeram deputados à Assembleia da República, após serem realizadas eleições legislativas. Tradicionalmente, o chefe de Estado designa o chefe do partido maioritário. Por três vezes, o presidente António Ramalho Eanes derrogou esta regra tácita, entre 1978 e 1980, mas nenhum dos governos formados desta maneira conseguiu governar.

## Poderes

### Próprios
O Primeiro-Ministro dirige a política geral do governo, coordena e orienta as ações dos ministros, o funcionamento do governo, assim como as suas relações com as outras instituições do Estado, e informa o presidente sobre questões em relação à condução da política interior e exterior do país. Ele assina os decretos e os decretos de lei, onde a promulgação está a cargo do Chefe de Estado.

### Relações institucionais
O Primeiro-Ministro propõe a nomeação dos membros do governo ao Presidente da República, diante do qual ele é responsável, e é membro do Conselho de Estado.
Também responsável perante a Assembleia, o Primeiro-Ministro deve, no prazo de dez dias após a sua nomeação, apresentar o programa do seu governo e pode pedir a sua confiança.

## Fim do mandato
O mandato do Primeiro-Ministro acaba em caso de demissão, de morte ou graves problemas de saúde que o impedem de efetuar as suas funções, de reunião de uma legislatura, de rejeição do seu programa, de uma questão de confiança, de adoção de uma moção de censura ou de revogação do governo pelo presidente da República, quando necessário para o bom funcionamento das instituições democráticas.

## Titular
O atual titular do posto é, desde 2 de abril de 2024, Luís Montenegro, 119.º chefe de governo de Portugal, 19.º chefe de governo e 18.º Primeiro-Ministro desde o 25 de Abril, e 15.º Primeiro-Ministro constitucional. Luís Montenegro chefia o XXIV Governo Constitucional.

## Antigos primeiros-ministros vivos
Existem oito antigos primeiros-ministros vivos:

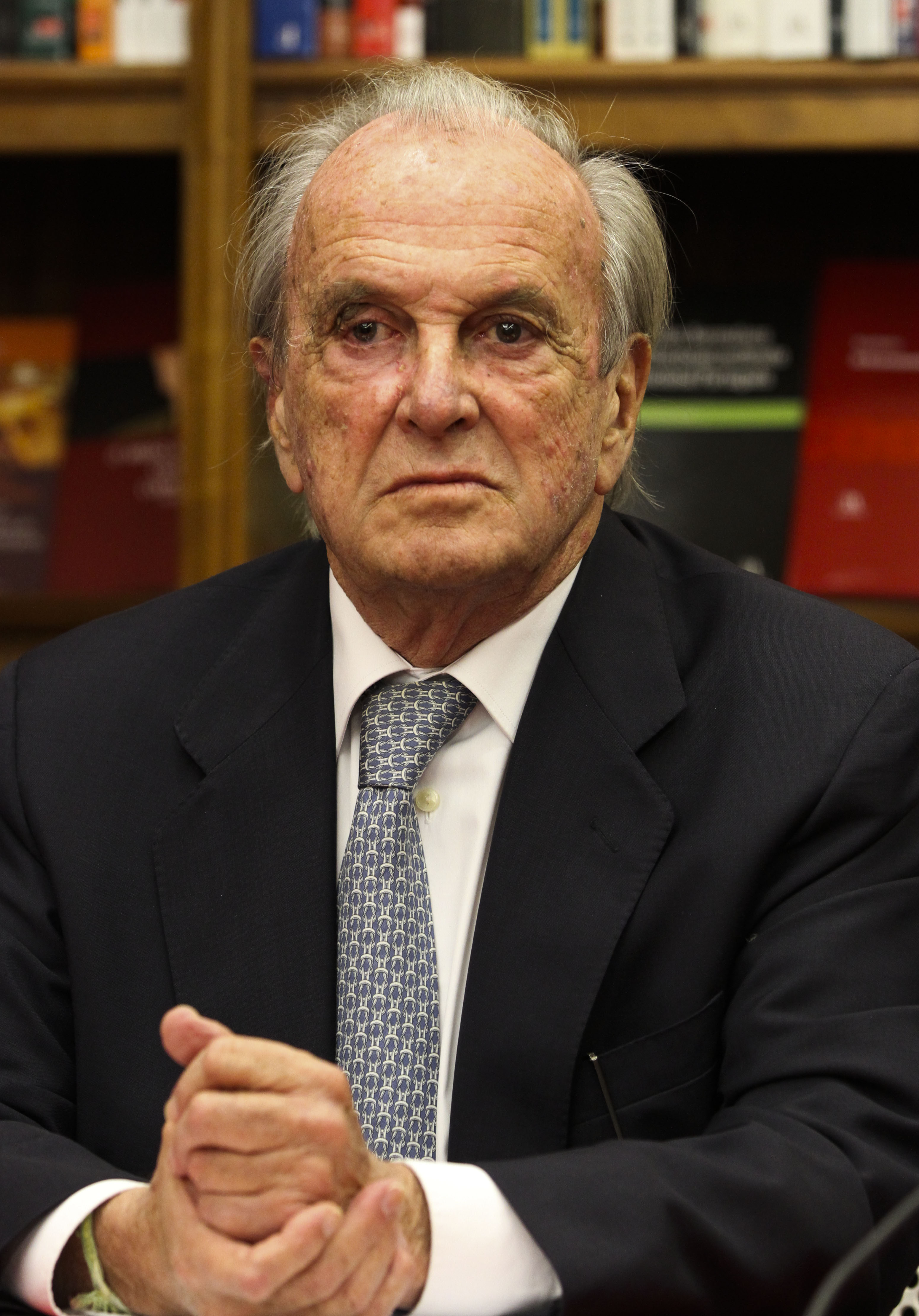
Francisco Pinto Balsemão GCC • GCIH • GCL • GOB (1981–1983) 1 de setembro de 1937
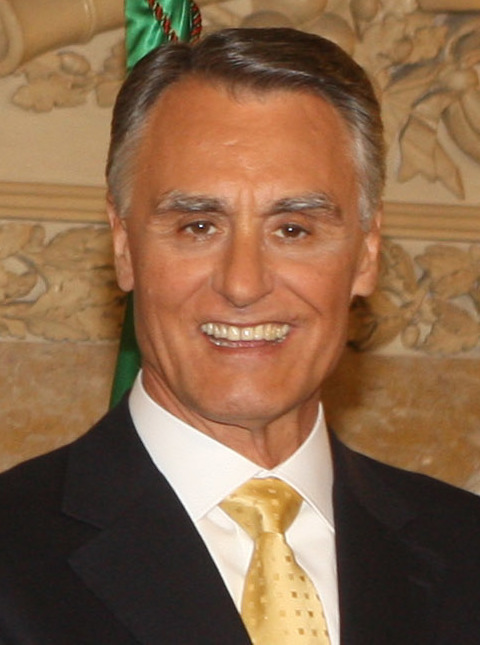
Aníbal Cavaco Silva GColTE • GCC • GColL (1985–1995) 15 de julho de 1939
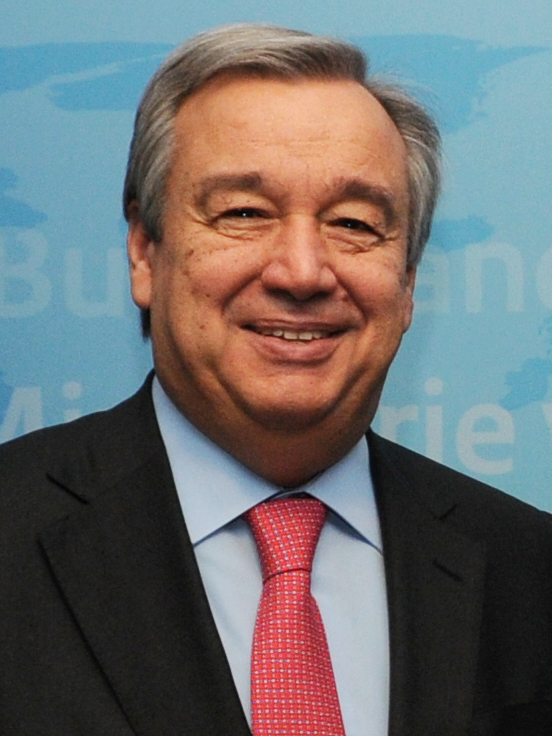
António Guterres GCC • GCL (1995–2002) 30 de abril de 1949
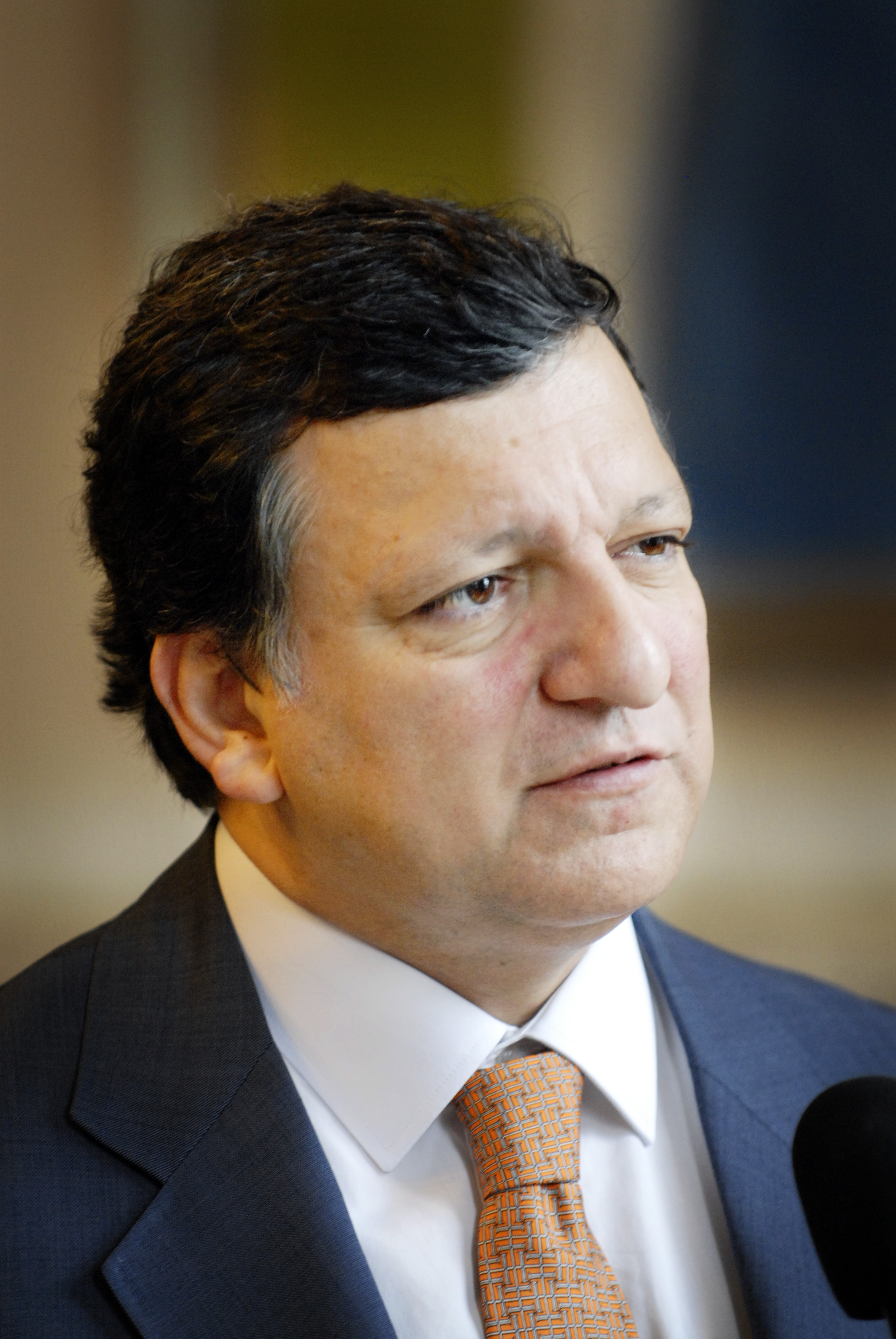
José Manuel Durão Barroso GColIH • GCC • CvGDM • GCMM (2002–2004) 23 de março de 1956
Pedro Santana Lopes GCC (2004–2005) 29 de junho de 1956
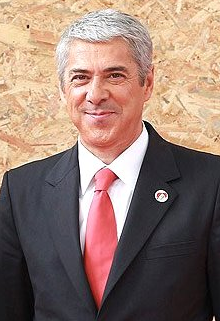
José Sócrates GCIH (2005–2011) 6 de setembro de 1957
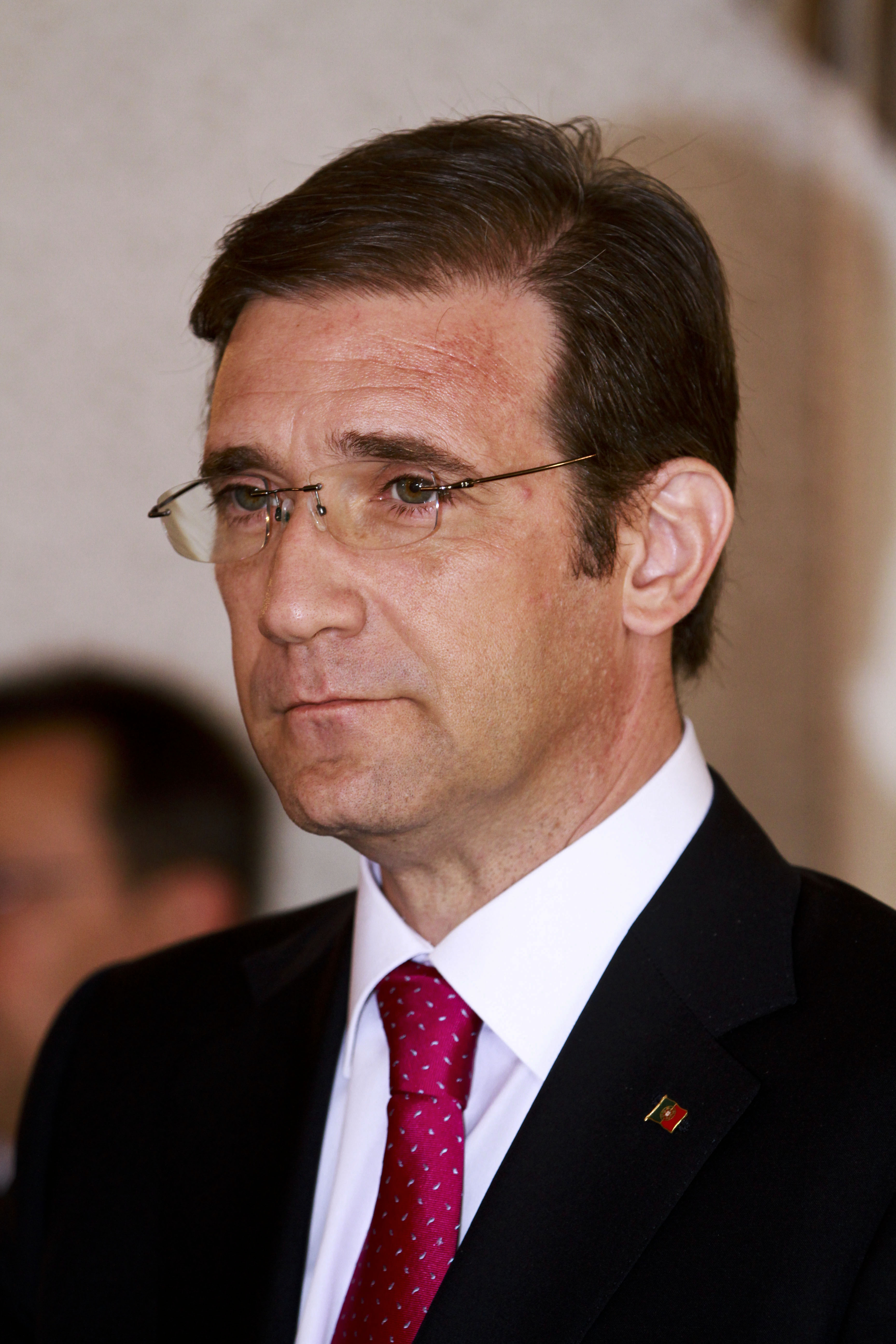
Pedro Passos Coelho (2011–2015) 24 de julho de 1964
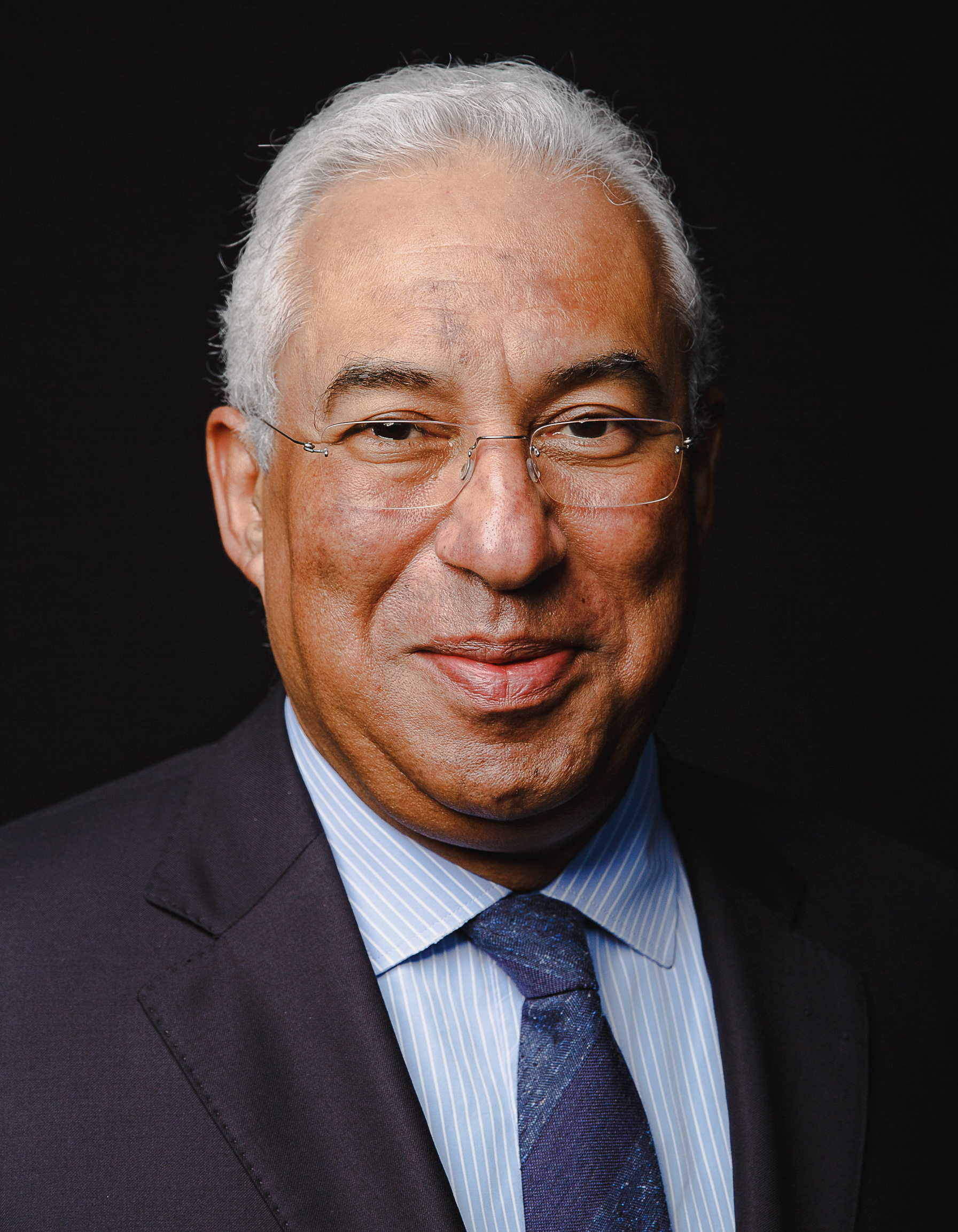
António Costa GCIH • GCC (2015–2024) 17 de julho de 1961

## Residência oficial

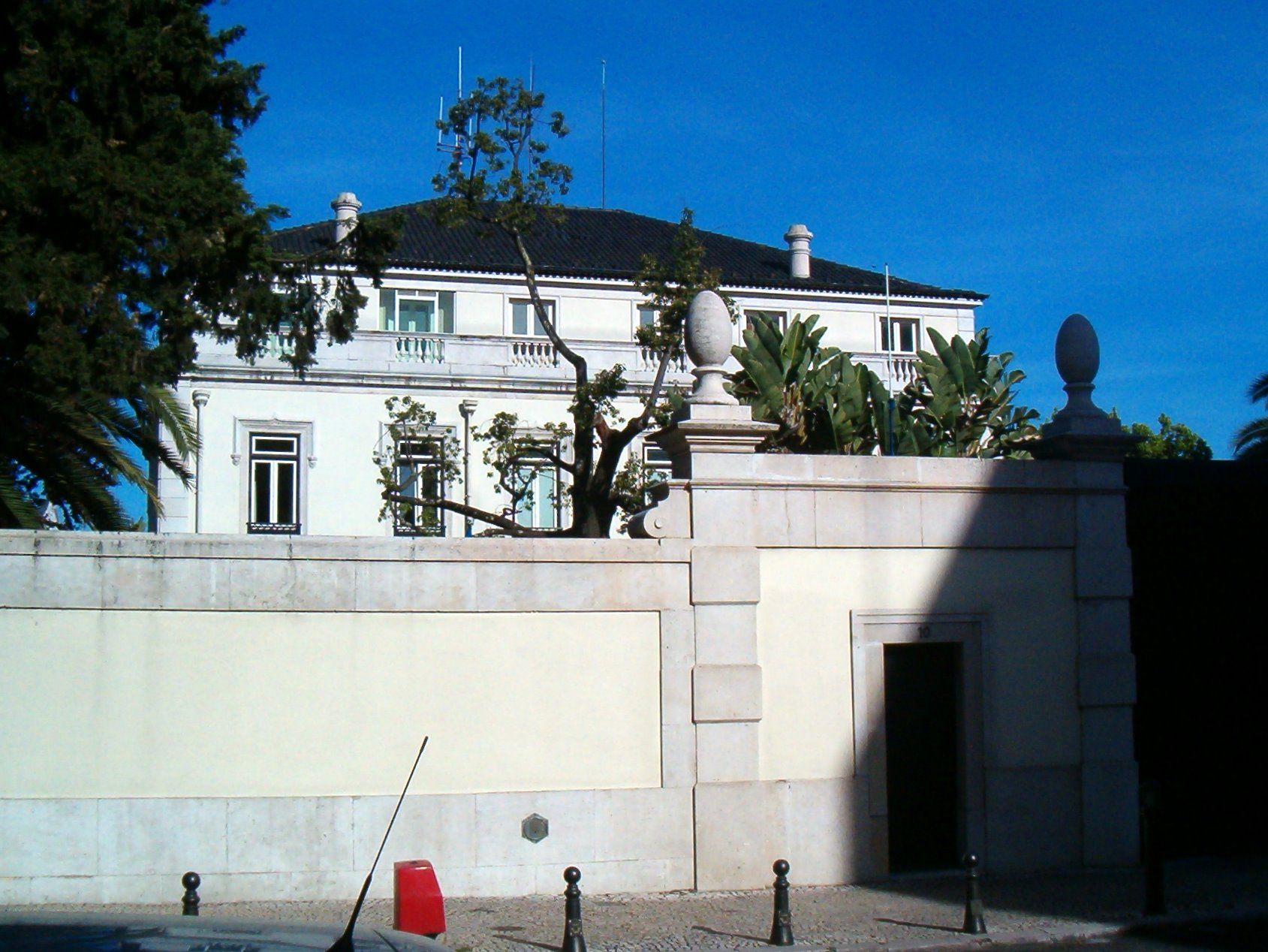
Palacete de São Bento, Residência Oficial do Primeiro-Ministro de Portugal.

Logo atrás do edifício principal da Assembleia da República, há uma mansão que serve de residência e escritório para o Primeiro-Ministro de Portugal. A mansão, datada de 1877, foi construída dentro do jardim do antigo mosteiro ocupado pelo Parlamento Português. É a residência oficial do Primeiro-Ministro desde 1938, quando Salazar passou a residir no local. Embora seja a residência oficial do Primeiro-Ministro, nem todos os titulares viveram na mansão durante o seu mandato.